# Dingo champion olympique
Pour plus de détails, voir Fiche technique et Distribution.
Dingo champion olympique (titre original : The Olympic Champ) est un court métrage d'animation américain réalisé par Jack Kinney et produit par les studios Disney, avec Dingo, sorti en 1942.

## Synopsis
Dingo présente les différents sports olympiques ainsi que la tradition de la torche.

## Fiche technique
- Titre original :  The Olympic Champ
- Titre  français :  Dingo champion olympique
- Série : Dingo
- Réalisation :  Jack Kinney
- Animation :  Edwin Aardal, Andy Engman, Jim Moore, Ken Peterson
- Production : Walt Disney
- Société  de  production : Walt Disney Productions
- Société de distribution : RKO Radio Pictures et Buena Vista Distribution
- Musique : Paul J. Smith
- Pays de production :  États-Unis
- Langue :  Anglais
- Format :  Couleur (Technicolor) - 35 mm - 1,37:1 - Son mono (RCA Sound System)
- Durée :  7 minutes
- Date de  sortie :
  - États-Unis : 9 octobre 1942[1]

## Voix  originales
- George Johnson : Dingo
- John McLeish : Narrateur

## Titre en  différentes langues
- Argentine : El Campeón olímpico
- Suède : Jan Långbens olympiska spel, Den Olympiske mästaren

Source : IMDb

## Sorties DVD
- Les Trésors de Walt  Disney : L'Intégrale de Dingo (1939-1961).

## Voir  aussi

### Liens  externes
- « Dingo champion olympique » (présentation de l'œuvre), sur l'Internet Movie Database